# Wojciech Mozer
Wojciech Mozer (ur. 29 marca 1979) – polski judoka.
Były zawodnik klubów: KS AZS-AWF Warszawa (1995-2002), WOSW KS Warszawa (2002-2007). Brązowy medalista mistrzostw Polski seniorów 2001 w kat. do 90 kg. Ponadto m.in. dwukrotny brązowy medalista młodzieżowych mistrzostw Polski (2000 w kat. do 81 kg, 2001 w kat. do 90 kg).